# Oregon Route 370
Az Oregon Route 370 (OR-370) egy oregoni állami országút, amely kelet–nyugati irányban a 97-es szövetségi országút redmondi elágazásától az Oregon Route 126 prineville-i csomópontjáig halad.
A szakasz O’Neil Highway No. 370 néven is ismert.

## Leírás
A szakasz Redmondtól három kilométerre északra, Terrebonne külterületén kezdődik keleti irányban. A Görbe-folyót és a Forest Crossing-i elágazást elhagyva az út délkeletre fordul, majd a 126-os útnál ér véget.